# Franc Veliu
Franc Veliu (Vlorë, Condado de Vlorë, Albania, 11 de noviembre de 1988) es un exfutbolista albanés. Se desempeñaba en la posición de defensa

## Clubes
| Club             | País    | Temporadas |
| ---------------- | ------- | ---------- |
| Flamurtari Vlorë | Albania | 2006-2015  |
| Kukësi           | Albania | 2015-2016  |
| Partizani        | Albania | 2016-2016  |
| Flamurtari Vlorë | Albania | 2016-2019  |
| SC Gjilani       | Kosovo  | 2019-2021  |